# Rathaus (Budweis)

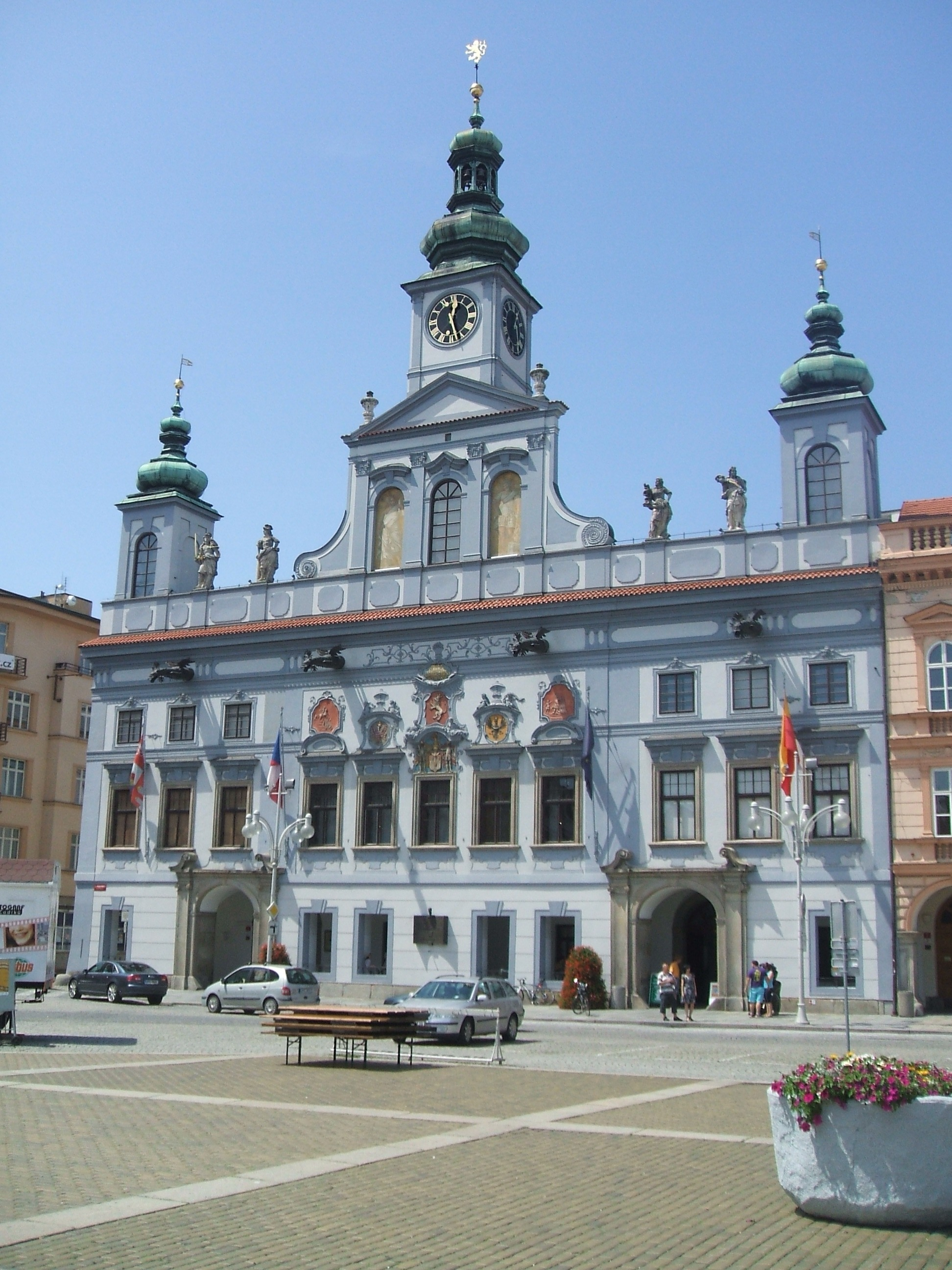
Rathaus in Budweis

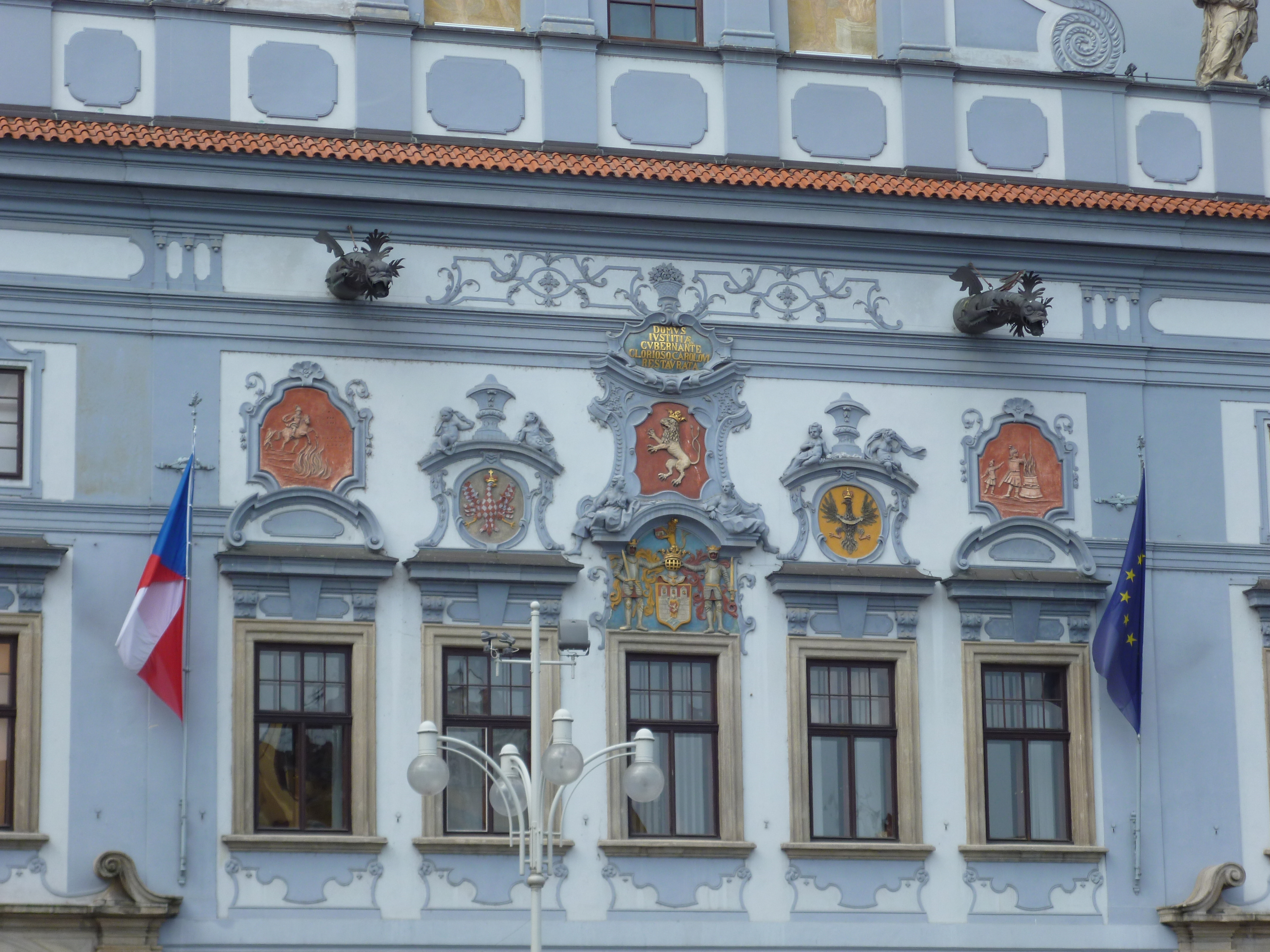
Fassadenschmuck

Das Rathaus in Budweis (tschechisch České Budějovice), einer Stadt in der Region Jihočeský kraj (Südböhmen) in Tschechien, wurde von 1727 bis 1730 errichtet. Das Rathaus an der Südwestecke des Marktplatzes ist seit 1988 ein geschütztes Kulturdenkmal.
Das Bauwerk im Stil des Barock wurde nach den Plänen des Architekten Anton Erhard Martinelli errichtet. Es besitzt drei Türme und eine aufwändige Fassadengestaltung.

## Geschichte
Das älteste Rathaus stand auf der gegenüberliegenden Seite der Rathausgasse, wobei die Verbindungslinie vom alten Rathaus über den späteren Samsonbrunnen zur gotischen Nikolaus-Kathedrale eine lange Diagonale über den quadratischen Stadtplatz bildete. Im Jahr 1433 wurde ein neues Rathaus an der heutigen Stelle erbaut, welches 1555 wegen der schlechten Bausubstanz großteils abgerissen und vom italienischen Baumeister Hans Spatz durch einen Neubau mit Laubengängen ersetzt wurde.
Am 17. März 1611 fand ein blutiges Abendmahl im Budweiser Rathaus statt. Nach der fehlgeschlagenen Eroberung Prags durch das Passauer Kriegsvolk unter der Führung von Laurentius Ramée lud dieser seine Offiziere zu einem Abendmahl ins Rathaus ein. Neun Offiziere wurden nacheinander ins Zimmer des Obersten gerufen und des Hochverrats bezichtigt. Angeblich hätten sie bei der Belagerung der Prager Kleinseite gemeinsame Sache mit den böhmischen Ständen und dem Grafen Heinrich Matthias von Thurn gemacht. In einem Nebenzimmer warteten die Henker, die jeden der neun Beschuldigten enthaupteten. Die Blutflecken sollen im Rathaus noch 1659 sichtbar gewesen sein. Die Leichname ließ Ramée mit einer angehefteten Beschreibung des Vergehens auf dem Budweiser Stadtplatz zur Schau stellen.
In den Jahren 1641 und 1655 wurde das Rathaus durch Brände beschädigt. Im Juli 1727 begann der Neubau des Rathauses nach Plänen des Schwarzenbergischen Baumeisters Anton Erhard Martinelli mit dem Abriss des alten Eckturmes. Das neue Rathaus wurde 1730 fertiggestellt, wobei ein bedeutender Teil des ursprünglichen Gemäuers wiederverwendet worden war. Durch diesen gründlichen Umbau erhielt das städtische Rathaus seine heutige Gestalt und wurde zu einer bedeutenden Kulisse des Budweiser Stadtplatzes.
Im Jahr 1825 wurde im hinteren Teil des Rathaushofes ein Haus für den Bedarf des Kreisgerichtes einschließlich der benötigten Gefängniszellen gebaut. 1877 kaufte der Stadtrat das benachbarte Gasthaus Zu den drei Kronen (U tři korun) und gliederte es dem Rathaus an.